# Torneo de Hamburgo 2017
El German Open 2017 fue un torneo de tenis perteneciente a la ATP en la categoría de ATP World Tour 500. Se disputó desde el 24 al 30 de julio de 2017 sobre tierra batida en el Am Rothenbaum, en la ciudad de Hamburgo, Alemania.

## Distribución de puntos
| Modalidad            | Campeón | Finalista | Semifinales | Cuartos de final | 2.ª ronda | 1.ª ronda | Clasificados | 2.ª ronda de clasificación | 1.ª ronda de clasificación |
| Individual masculino | 500     | 330       | 200         | 100              | 50        | 0         | 25           | 13                         | 0                          |
| Dobles masculino     | 500     | 300       | 180         | 90               | –         | –         | 45           | 25                         | 0                          |

## Cabezas de serie

### Individuales masculino
| Tenista           | Ranking | Preclasificado |
| Albert Ramos      | 24      | 1              |
| Pablo Cuevas      | 29      | 2              |
| Karen Jachanov    | 33      | 3              |
| Gilles Simon      | 36      | 4              |
| Benoît Paire      | 37      | 5              |
| Diego Schwartzman | 38      | 6              |
| Fernando Verdasco | 39      | 7              |
| David Ferrer      | 46      | 8              |

- Ranking del 17 de julio de 2017.

### Dobles masculino
| Pareja                          | Ranking | Preclasificados |
| Ivan Dodig Mate Pavić           | 25      | 1               |
| Pablo Cuevas Marc López         | 60      | 2               |
| Julio Peralta Horacio Zeballos  | 72      | 3               |
| Marcin Matkowski Nenad Zimonjić | 82      | 4               |

## Campeones

### Individual masculino
Leonardo Mayer venció a  Florian Mayer por 6-4, 4-6, 6-3

### Dobles masculino
Ivan Dodig /  Mate Pavić vencieron a  Pablo Cuevas /  Marc López por 6-3, 6-4